# マルクス・ペトレイウス
マルクス・ペトレイウス（ラテン語: Marcus Petreius, 紀元前110年頃 - 紀元前46年4月）は、共和政ローマの政務官。グナエウス・ポンペイウスの下でカエサルと戦った。

## 出自
氏族では、キンブリ・テウトニ戦争中、クィントゥス・ルタティウス・カトゥルスの下で活躍しガイウス・マリウスと彼の前で生け贄を捧げる栄誉を得た、プリムス・ピルス（筆頭百人隊長）のグナエウス・ペトレイウス・アティナスが知られている。おそらく彼が父親であろう。
彼のコグノーメンは、アルピヌムの隣町であるアティーナ出身であることを示していると思われ、アエセルニアで発見された碑文にも、ペトレイウス氏族の名前が見つかっており、彼らはおそらくサムニウムの出身で、マルクス・ペトレイウスは紀元前110年頃の生まれと推測されている。

## 生涯
トリブヌス・ミリトゥムであったことがサッルスティウスの『カティリナ戦記』に書かれており、恐らく紀元前92年以降のことだろう。更にプラエフェクトゥス、レガトゥスであったことも書かれている。
紀元前64年頃、プラエトル（法務官）に就任したと思われる。
紀元前63年、執政官ガイウス・アントニウス・ヒュブリダの指揮下で、ルキウス・セルギウス・カティリナ率いる一派がエトルリアで起こした反乱の鎮圧に従軍した。サッルスティウスによれば、脚の悪いヒュブリダの代わりに叩き上げとして古参兵を率い、彼らを鼓舞するとカティリナ軍を撃破したという（ピストリアの戦い）。
紀元前55年から5年間、ヒスパニアでのインペリウム（指揮権）を与えられたポンペイウスのレガトゥスとしてルキウス・アフラニウスと共に一時的にヒスパニアを預かった。
紀元前49年からのローマ内戦では、ヒスパニア・キテリオルでガイウス・ユリウス・カエサル軍と戦ったが降伏、アフラニウスやマルクス・テレンティウス・ウァロらと共にギリシアへと逃れた（イレルダの戦い）。紀元前48年にはペロポネソス半島で活動したが、8月のファルサルスの戦いの後、マルクス・ポルキウス・カト・ウティケンシスと共に北アフリカへと逃れた。
アフリカではクィントゥス・カエキリウス・メテッルス・ピウス・スキピオ・ナシカの下で働き、ポンペイウス派として紀元前46年4月のタプススの戦いで奮戦したが、最後はヌミディア王ユバ1世と刺し違えて命を絶ったと伝わっている。
舞台を派手にしていった人々が挙げられる中で、ペトレイウスは金で塗ったことが記録されている。